# Новолучки
Новолучки (біл. Навалучкі) — село в Білорусі, в Іванівському районі Берестейської області. Орган місцевого самоврядування — Лясковицька сільська рада.

## Історія
У 1921 році село входило до складу гміни Дружиловичі Дорогичинський повіту Поліського воєводства Польської Республіки.

## Населення
За переписом населення Білорусі 2009 року чисельність населення села становила 91 особа.
Станом на 10 вересня 1921 року в селі налічувалося 28 будинків та 162 мешканці, з них:
- 62 чоловіки та 100 жінок;
- 156 православних, 6 юдеїв;
- 156 українців (русинів), 6 євреїв.